# Scotopteryx nebulata
Scotopteryx nebulata är en fjärilsart som beskrevs av Bang-haas 1907. Scotopteryx nebulata ingår i släktet backmätare, och familjen mätare. Inga underarter finns listade.